# 50 let: Včeraj, jutri, danes
50 let: Včeraj, jutri, danes (ali s polnim podnaslovom VČERAJ – je že mimo, JUTRI – šele pride! DANES – je torej edini dan, ki je zares tvoj.) je album Pihalnega orkestra Salonit Anhovo, ki je izšel v samozaložbi Kulturnega društva »Svoboda« Deskle na glasbeni CD plošči leta 2002.

## O albumu
Album je izšel ob obletnici orkestra.
Priložena mu je zgibanka s predstavitvijo orkestra in dirigenta.

## Seznam posnetkov
| CD              | CD                                                            | CD              | CD      |
| Št.             | Naslov                                                        | Glasba          | Dolžina |
| --------------- | ------------------------------------------------------------- | --------------- | ------- |
| 1.              | „PRAZNIČNA SUITA / CELEBRATION SUITE: 1. Preludij / Preludio‟ | G. Foddai       | 1:57    |
| 2.              | „PRAZNIČNA SUITA: 2. Intermezzo‟                              |                 | 3:17    |
| 3.              | „PRAZNIČNA SUITA: 3. Finale‟                                  |                 | 2:07    |
| 4.              | „Sanjarjenje / Rêverie‟                                       | J. Penders      | 6:12    |
| 5.              | „Tenoromantic‟                                                | M. Koos         | 3:48    |
| 6.              | „Fičfirič‟                                                    | B. Adamič       | 3:25    |
| 7.              | „Oblivion‟                                                    | A. Piazzolla    | 4:38    |
| 8.              | „Trumpetypolka‟                                               | L. Kubes        | 3:37    |
| 9.              | „Bee Cee Bee Gee‟                                             | T. Kenny        | 4:39    |
| Skupna dolžina: | Skupna dolžina:                                               | Skupna dolžina: | 33:46   |

## Sodelujoči

### Pihalni orkesterSalonit Anhovo
- Radovan Kokošar – dirigent

- Doris Kodelja – flavta, pikolo
- Jana Prijatelj – flavta
- Maja Krpan – flavta
- Neža Kralj – flavta
- Tina Terčelj – flavta
- Robert Hvalica – klarinet
- Aleš Gabrijelčič – klarinet
- Rihard Kodelja – klarinet
- Miran Konjedic – klarinet
- Marko Blažič – klarinet
- Ivan Mencin – klarinet
- Bojan Stanič – klarinet
- Vid Bevčar – klarinet
- Martin Valentinčič – klarinet
- Robert Tinta – klarinet
- Marko Tinta – klarinet
- Tanja Tinta – klarinet
- Jerko Marcina – altovski saksofon
- Matej Zimic – altovski saksofon
- Sandi Žnidarčič – tenorski saksofon
- Milan Borštnik – tenorski saksofon
- Aleš Čargo – tenorski saksofon
- Luka Ipavec – trobenta
- Boštjan Gorjup – trobenta
- Marko Kodelja – trobenta
- Klavdij Bremec – trobenta
- Bruno Drešček – trobenta
- Danijel Konjedic – trobenta
- Hotimir Vinazza – trobenta
- Simon Žnidarčič – trobenta
- Zvonko Tomažič – trobenta
- Primož Konjedic – trobenta
- Jernej Lovišček – rog
- David Stanič – pozavna
- Tomaž Lovišček – pozavna
- Fortunat Poberaj – tenor
- Marjan Skrt – tenor
- Ivan Kralj – bariton
- Marko Kralj – bariton
- Ivan Marinič – tuba
- Julijan Čargo – tolkala
- Vladimir Filej – tolkala
- Radivoj Čargo – tolkala
- Gorazd Ipavec – tolkala
- Tamara Gorjanc – tolkala
- Nika Kobal – tolkala
- Peter Zimic – tolkala
- Aleš Valentinčič – bas kitara

### Solisti
- Silvio Brosche – altovski saksofon na posnetku 4, klarinet na posnetku 7
- Sandi Žnidarčič – altovski saksofon na posnetku 5
- Doris Kodelja – pikolo na posnetku 6
- Luka Ipavec – trobenta na posnetku 8
- Boštjan Gorjup – trobenta na posnetku 8

### Produkcija
- Matjaž Švajgelj – tonski tehnik
- Borut Žbogar – tonski tehnik
- Radovan Kokošar – producent
- Studio Boom Šempeter – mix
- Grafika Soča Nova Gorica – priprava in oblikovanje